# Last Flag Flying (film)
Last Flag Flying is een Amerikaanse filmkomedie uit 2017 die geregisseerd werd door Richard Linklater. De film werd gebaseerd op de gelijknamige roman van Darryl Ponicsan en kan daardoor beschouwd worden als de "spirituele sequel" van The Last Detail (1973). De hoofdrollen worden vertolkt door Steve Carell, Bryan Cranston en Laurence Fishburne.

## Verhaal
In december 2003, in de begindagen van de Irakoorlog, neemt Doc contact op met zijn oude marinevrienden Sal en Mueller met de vraag om ze hem willen helpen bij het begraven van zijn enig kind, een soldaat die in Irak gesneuveld is.

## Rolverdeling
| Acteur             | Personage                |
| ------------------ | ------------------------ |
| Bryan Cranston     | Sal Nealon               |
| Steve Carell       | Larry 'Doc' Shepherd     |
| Laurence Fishburne | Reverend Richard Mueller |
| Yul Vazquez        | Col. Willits             |
| Cicely Tyson       | Mrs. Hightower           |
| Richard Robichaux  | Anorak                   |
| J. Quinton Johnson | Washington               |
| Samuel Davis       | Larry, Jr.               |
| Deanna Reed-Foster | Ruth Mueller             |

## Productie
In augustus 2016 werd aangekondigd dat Richard Linklater met schrijver Darryl Ponicsan zou samenwerken om diens roman Last Flag Flying te verfilmen in dienst van Amazon Studios.
Ponicsan schreef in 1970 de roman The Last Detail. Drie jaar later werd het boek verfilmd met Jack Nicholson, Otis Young en Dennis Quaid als hoofdrolspelers. In 2005 schreef Ponicsan met Last Flag Flying een vervolg op de roman. Linklater wilde het boek al in 2006 verfilmen, met opnieuw Nicholson en Quaid als hoofdrolspelers en Morgan Freeman in de plaats van de in 2001 overleden Young. In augustus 2016 werd uiteindelijk besloten om Bryan Cranston, Steve Carell en Laurence Fishburne als hoofdrolspelers te casten. De namen van de hoofdpersonages (Buddusky, Mulhall en Larry Meadows) werden veranderd in Sal Nealon, Mueller en Larry Shepherd. J. Quinton Johnson en Richard Robichaux werden in respectievelijk oktober en november 2016 aan de cast toegevoegd. Beide acteurs hadden eerder al samengewerkt met Linklater.

### Opnames
De opnames gingen in november 2016 van start in Pittsburgh en eindigden in december 2016. Er werd ook gefilmd in New York.

### Release
Last Flag Flying ging op 28 september 2017 in première op het filmfestival van New York.